# 庵。
庵。（いおり）はかつて慈プロダクション（2009年4月頃に ライトハウス に吸収合併）に所属していたお笑いコンビ。
2008年1月よりコンビ名に「。」（句点）が付くのが正式とされている。2009年6月頃に解散。

## メンバー
- ボギー吉村（ボギーよしむら、1977年5月15日 - ）

福岡県福岡市出身。
身長175cm、体重80kg、血液型はO型。
格闘技、プロレスの観戦が趣味。
『ドカベン』と『ゴルゴ13』のそれぞれの単行本を全巻持っている。
ランパブ店長、寿司職人の職歴がある。
R-1ぐらんぷり 2009準決勝進出。（ジョーク東郷として）
- 英哲（えいてつ、1980年6月13日 - ）

本名は畑福英哲。東京都出身。
身長175cm、体重63kg、血液型はAB型。

## 来歴
- 2003年頃に結成。結成前からボギーと英哲は知り合いだったこともあり、ある日漫画喫茶のアルバイトでお互いに会ってから、6か月間結成の話を持ちかけて口説き続け、結成に至ったという[2]。
- これ以前に、ボギーは『侍ピーターパン』、英哲はピン芸人の豊と『ジャンクフード』というコンビで活動していた。共に当時はマセキ芸能社所属だった。
- 2005年のM-1グランプリでは、準決勝まで進出した。なお、2007年のM-1グランプリでは『庵。』としてハングル漫才を、さらにゴルゴネタを『ビッグ・セイフ作戦』という名前で同じ大会にコンビ名を変えて出場していた。
- それぞれ「ヂューク東郷」「英哲」としてピンで活動することもある。なお、ボギーはR-1ぐらんぷり2009では「ジョーク東郷」の名前で出場し、準決勝まで進出。
- 英哲は、2008年のR-1ぐらんぷりでは、ホスト風のキャラクターの「ゴッドハンド英哲」として出場していた。なお、その芸風はエロネタを中心とした漫談だった。
- 解散後は、英哲は「エイテツ」、ボギーは「ジョーク東郷」の芸名で、二人ともライトハウスに所属。ジョーク東郷は、引き続きゴルゴ13のキャラクターで、『狙いうち』（山本リンダ）、『ミスター』（KARA）などの曲に合わせて歌うなどのネタを披露。エイテツはピン芸人となってからは、自分でレコーダーで「ピー」の自主規制音を出しながらの漫談などを演じている。
- エイテツは2018年5月に植田マコト（元うえはまだ、すっきりソング）とのコンビ「はぐれ超人」を結成し、SMA NEET Projectに所属。

## 芸風
ゴルゴ13コント
ボギーがデューク東郷の顔のメイクをしてデューク役を、英哲が執事役とネタのタイトルコールを務める。落ちの所でボギーがゴルゴ13のストーリーの中から抜粋したセリフを発し、その後で英哲が「第○話、『○○○○』より抜粋!」という解説を入れるパターンである。
レッドカーペットでこのネタを披露したが、ゲストが女性陣ばかりでネタが伝わらず、中笑いを記録してしまった。
また、あらびき団でもライト東野が「深夜の時間帯に合うものの、8点」に対し、レフト藤井は「3点」と採点された。
ハングル漫才
デタラメながら、それっぽく聞こえる韓国語調の言葉を主体として、所々に日本語や、韓国または北朝鮮の事物、人名、特徴的な言葉などを織り交ぜ、時折ブラックなネタも交えながらながら演じていくというものである。このネタでは、英哲は鼻の下に髭を、ボギーは鼻の左にほくろを描き、それぞれ「朴（パク）」「金（キム）」というキャラクターを演じている。尚、アルコ&ピースも韓国語ではなくラテンアメリカ系の言語であることを除いてほぼ同様のネタを行っている。
以上2つが代表的なネタとなっているが、オーソドックスな漫才やコントを披露することもあった。なお、テレビ出演の時はゴルゴ13コントの方で出演することが多かった。

## 出演

### テレビ
- 爆笑オンエアバトル 戦績0勝3敗 最高345KB
- M-1グランプリ（朝日放送・テレビ朝日系） - 「敗者復活戦」の所で出演
- インパクト!（フジテレビ） - 第16回に出演
- 笑いの金メダル（朝日放送・テレビ朝日系） - 『ワンミニッツショー』コーナーに出演
- 世にも奇妙な物語（フジテレビ）
- うたばん（TBSテレビ） - 2007年4月5日
- こたえてちょーだい!（フジテレビ）
- ひるこた!〜昼もこたえてちょーだい!〜（フジテレビ）
- R-1祭り（関西テレビ） - ボギーのみ。「ヂューク東郷」名義で出演
- エンタの天使（日本テレビ） - 2008年5月7日、キャッチコピーは『執事とスナイパーの連携技（コンビネーション）』
- あらびき団（TBSテレビ） - 2008年7月16日（第36回）
- 草野キッド（テレビ朝日）
- キャラ☆キング（テレビ朝日制作、テレ朝チャンネル他） - ハングル漫才を基調とした『パクちゃんキムちゃん』のキャラクターで出演
- 新春ホワイトカーペット（フジテレビ）　キャッチコピーは「狙った笑物(えもの)は外さない」
- お笑いメリーゴーランド（TBS） - 2009年1月6日、1発ネタチームで出演
- 爆笑レッドカーペット（フジテレビ）　キャッチコピーは「狙った笑物(えもの)は外さない」

### DVD
- M-1グランプリ2005完全版 〜本命なきクリスマス決戦! "新時代の幕開け"〜（2006年4月26日発売）